# Canada Open 1977
Il Canada Open 1977 è stato un torneo di tennis giocato sulla terra verde. È stata la 87ª edizione del Canada Open, che fa parte del Colgate-Palmolive Grand Prix 1977 e del WTA Tour 1977. Il torneo si è giocato a Toronto in Canada dal 15 al 22 agosto 1977.

## Campioni

### Singolare maschile
Jeff Borowiak ha battuto in finale  Jaime Fillol con il punteggio di 6–0, 6–1.

### Singolare femminile
Regina Maršíková  ha battuto in finale  Marise Kruger con il punteggio di 6–4, 4–6, 6–2.

### Doppio maschile
Bob Hewitt /  Raúl Ramírez hanno battuto in finale   Fred McNair /  Sherwood Stewart con il punteggio di 6–4, 3–6, 6–2.

### Doppio femminile
Delina Ann Boshoff /  Ilana Kloss hanno battuto in finale  Rosie Casals /  Evonne Goolagong con il punteggio di 6–2, 6–3.